# Tube luminescent

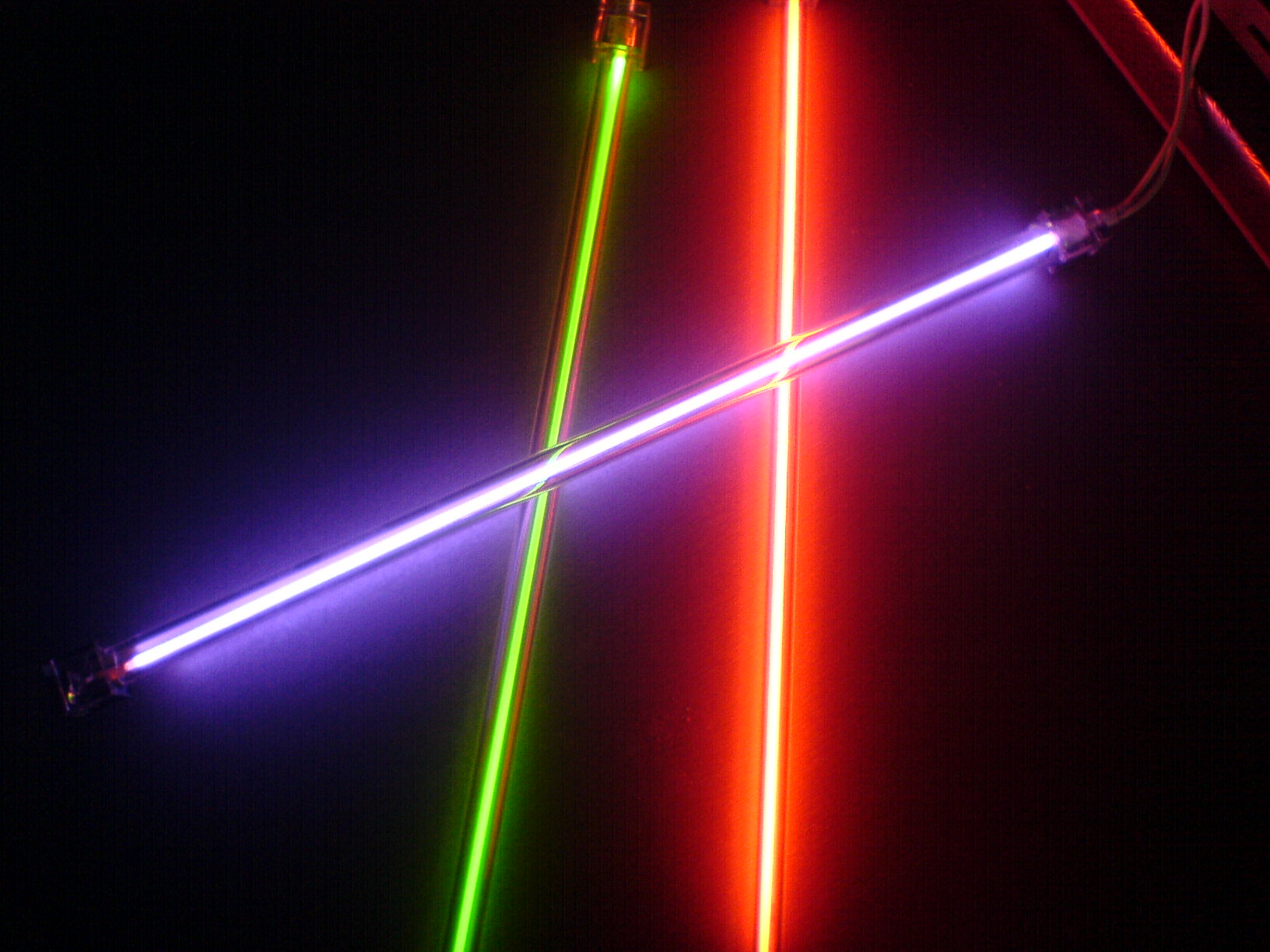
Tubes luminescents : rouge (néon), violet (xénon), vert (verre teinté).

Les tubes luminescents sont des lampes à décharge en forme de tube. On peut distinguer :
- les tubes fluorescents, dans lesquels la lumière est émise par la paroi intérieure du tube, recouverte d'un mélange de poudres fluorescentes ;
- les tubes n'utilisant pas la fluorescence, comme certaines enseignes lumineuses dans lesquelles la lumière est émise par un gaz noble à basse pression (hélium, néon, argon, etc.).

Ils sont abusivement nommés néons, aucun ne contenant du néon à l'exception des enseignes lumineuses rouges, dites lampes néon.